# Хлорид мышьяка(III)
Хлорид мышьяка(III) AsCl3 — химическое соединение мышьяка и хлора. Было известно ещё алхимикам.

## Получение и свойства
Хлорид мышьяка(III) представляет собой бесцветную маслянистую жидкость, на воздухе дымится. Растворяется во многих органических растворителях и сам является растворителем: в нём растворяются сера, фосфор, некоторые хлориды.
Является сырьём для получения мышьяксодержащих органических соединений, таких как трифениларсин.
Хлорид мышьяка(III) получают прямой реакцией мышьяка с хлором, но в основном — взаимодействием триоксида мышьяка с концентрированной соляной кислотой или газообразным хлороводородом с последующей дистилляцией продукта реакции:
{\displaystyle {\mathsf {As_{2}O_{3}+6HCl\ \xrightarrow {140-200^{o}C} \ 2AsCl_{3}+3H_{2}O}}}
Таким образом, это соединение более устойчиво в водной среде, чем PCl3,. Смесь As2O3 и AsCl3, реагируя между собой, образует линейный полимер AsOCl. С хлоридами AsCl3 образует сложные соли с анионом [AsCl4]−.
Гидролизуется в воде с образованием мышьяковистой и соляной кислот:
{\displaystyle {\mathsf {AsCl_{3}+3H_{2}O\rightarrow As(OH)_{3}+3HCl}}}
Реагирует с бромидом или иодидом калия с образованием трибромида или трииодида мышьяка соответственно.
Хлорид мышьяка(III) используется для получения хлорпроизводных мышьяка, широко применяющихся в фармацевтике и в сельском хозяйстве для борьбы с вредителями.

## Безопасность
Хлорид мышьяка(III) весьма токсичен и проявляет сильное кожно-нарывное действие. ЛД50 = 2,5 мг/л (белые мыши).